# Bel canto
Bel canto (tudi belcanto in belkanto) (italijansko lepo petje) je italijanski pevski način, ki posveča največjo skrb prikupnemu oblikovanju glasu oziroma poudarja lepoto tona. Vrhunec je smer dosegla v letih 1800 - 1835.

## Skladatelji belkanta
- Vincenzo Bellini
- Saverio Mercadante
- Gaetano Donizetti
- Gioacchino Antonio Rossini
- Giovanni Pacini
- brata Ricci

## Znameniti pevci belkanta
- tenorist Giovanni Battista Rubini
- tenorist Manuel Garcia
- sopranistka Giulia Grisi
- baritonist Antonio Tamburini
- basist Luigi Lablache
- sopranistka Maria Malibran
- sopranistka Giuseppina Strepponi
- tenorist Napoleone Moriani
- baritonist Felice Varesi
- sopranistka Giuditta Pasta
- sopranistka Isabella Colbran
- baritonist Mattia Battistini
- tenorist Gilbert Duprez
- sopranistka Fanny Tacchinardi Persiani
- sopranistka Maria Callas